# Любомир Петров
Любомир Петров (болг. Любомир Петров; нар. 4 жовтня 1954) — болгарський спортсмен, академічний веслувальник, призер Олімпійських ігор та чемпіонату світу.

## Спортивна кар'єра
1972 року Любомир Петров взяв участь в змаганнях одиночок на молодіжному чемпіонаті світу і зайняв сьоме місце.
На чемпіонаті світу 1977 року в Амстердамі Петров став бронзовим призером у складі четвірки парних.
На чемпіонаті світу 1978 року Петров у складі четвірки парних був п'ятим.
На Олімпійських іграх 1980 в Москві, за відсутності на Олімпіаді через бойкот ряду команд західних та ісламських країн, Любомир Петров разом з Мінчо Ніколовим, Іво Русєвим і Богданом Добревим став бронзовим призером у змаганнях четвірок парних.
На чемпіонаті світу 1981 року Петров у складі двійки парних з Мінчо Ніколовим був одинадцятим, після чого завершив спортивну кар'єру.